# Marcus Thill
Marcus Thill (* 1960 in Wien) ist ein österreichischer Schauspieler und Kabarettist.

## Leben
Nach Gymnasium und Zivildienst in Wien besuchte Thill Anfang der 1980er Jahre ebendort die Schauspielschule Krauss, die er 1983 abschloss. Im Anschluss war er fünf Jahre lang am Wiener Burgtheater als Schauspieler engagiert. Danach arbeitete er als freier Schauspieler und war unter anderem am Volkstheater Wien, bei den Salzburger Festspielen, am Theater Baden-Baden, bei den Gandersheimer Domfestspielen, im Theater zum Fürchten, dem Stadttheater Klagenfurt, am Salzburger Landestheater, bei den Vereinigten Bühnen Bozen und vielen anderen Theatern engagiert. Seit 1997 ist er ständiges Mitglied im Ensemble der Komödienspiele Porcia.
Außerdem tritt Thill auch als Solokabarettist auf, u. a. in der Kulisse Wien, der neuebuehnevillach,
dem Residenztheater in der Residenz Stockerau und dem Lenautheater. Seit 2008 unterrichtet er an der bilingualen Wiener Schauspielschule 1st film academy als Dozent für Dramatischen Unterricht und Improvisation. Er gründete 2014 in Kärnten das Theater Rakete. Als Rezitator und als Chansonnier trat er in orchestralen und symphonischen Werken unter anderem mit dem Radio-Sinfonieorchester Stuttgart und der WDR Big Band auf.
Thill hatte seinen ersten Fernsehauftritt im Jahre 1983, als er im ORF-Film „Des Jahrhunderts Glück und Ende“ eine Nebenrolle bekam. Seither spielte er etwa 30 Fernsehfilmen, Serien und einzelnen Kinofilmen, darunter Hinterholz 8 des Regisseurs Harald Sicheritz. Mit dem Regisseur Nikolaus Leytner arbeitete Thill in jüngster Zeit bei den Filmen Ein halbes Leben mit Josef Hader und „Operation Hiob“, einer Folge der Tatort-Reihe.

## Eigene Stücke
Thill übersetzte mehrere Theaterstücke und schrieb auch einige Werke selbst. Sein erstes hieß Tilovsky und Ich. Das Ein-Mann-Stück wurde von Thill selbst 1993 im Wiener Residenztheater uraufgeführt. Es folgte das Clownsstück Circus Schnabulini, eigens für den Wiener Theatersommer geschrieben und das im Abonnement des Theater der Jugend uraufgeführte Kokomango – Insel der Geister, ein Kinderstück.
Danach schrieb Thill die Komödien Ablöse und Frühling im kleinen Bordell. Während ersteres noch auf eine Uraufführung wartet, war Frühling im kleinen Bordell bereits im Stadttheater St. Pölten zu sehen. Einem ernsten Thema widmete er sich im Stück Die Kinder vom Spiegelgrund, das sich mit dem mutmaßlichen NS-Euthanasie-Arzt Heinrich Gross befasst. Bei den Uraufführungen seiner Stücke führte er auch selbst Regie.

## Filmografie (Auswahl)
- 1984: Falco – Helden von heute
- 1988: Arbeitersaga (Fernseh-Vierteiler)
- 1990: Wenn das die Nachbarn wüßten (Fernsehserie, zwei Folgen)
- 1993: Tatort – Stahlwalzer
- 1997, 2004: Schlosshotel Orth (Fernsehserie, zwei Folgen)
- 1999: Medicopter 117 – Jedes Leben zählt (Fernsehserie, eine Folge)
- 2000: MA 2412 (Fernsehserie, eine Folge)
- 2000: Trautmann (Fernsehreihe)
- 2009: Ein halbes Leben
- 2010: Kottan ermittelt: Rien ne va plus
- 2010: Tatort – Operation Hiob
- 2012: Tatort – Kein Entkommen
- 2013: Medcrimes – Nebenwirkung Mord